# (30440) Larry
(30440) Larry est un astéroïde de la ceinture principale.

## Description
(30440) Larry est un astéroïde de la ceinture principale. Il fut découvert le 22 juin 2000 à Reedy Creek par John Broughton. Il présente une orbite caractérisée par un demi-grand axe de 3,00 UA, une excentricité de 0,20 et une inclinaison de 1,4° par rapport à l'écliptique.

## Compléments